# Påklädaren

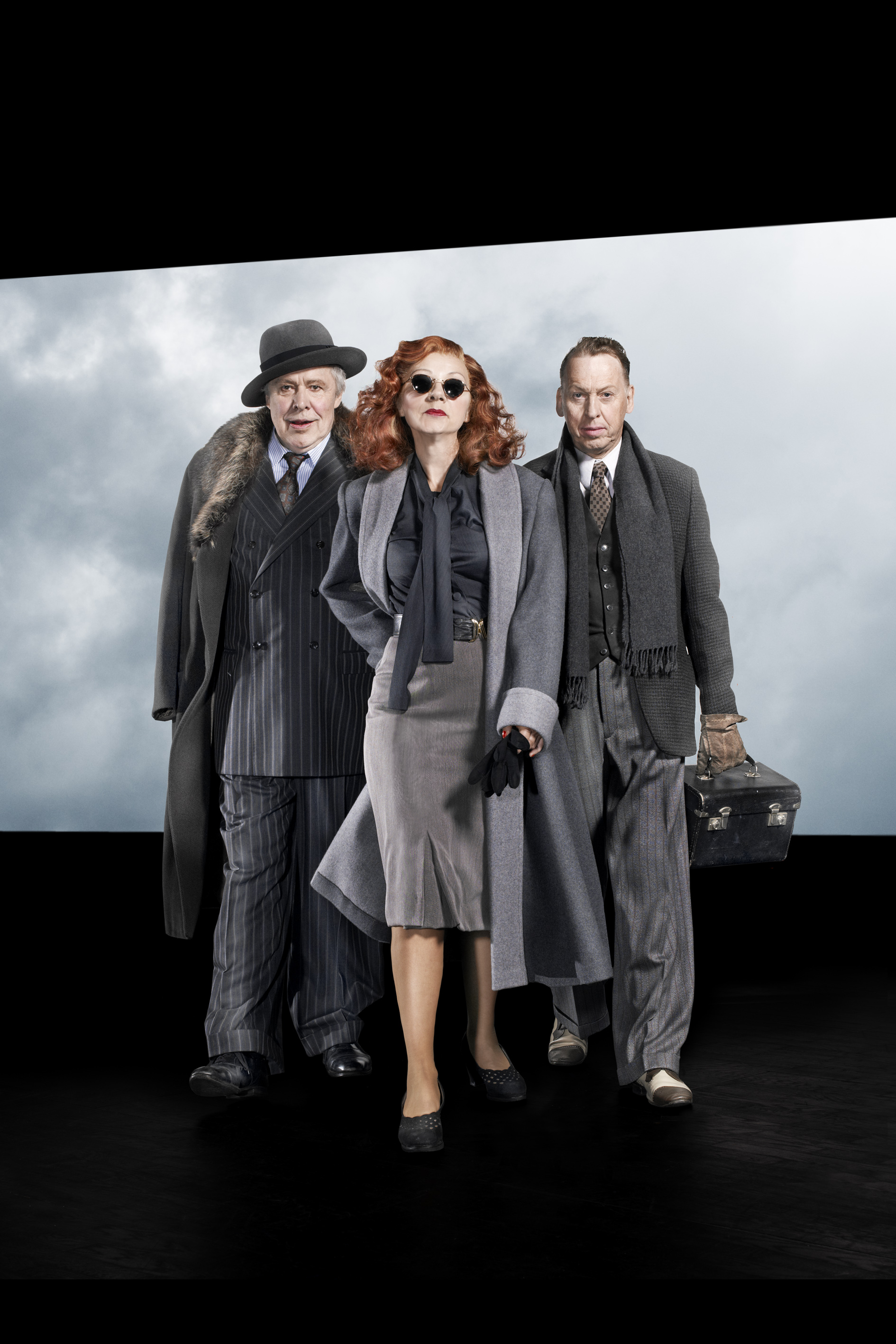
Sven Wollter, Marie Delleskog och Tomas von Brömssen i Göteborgs stadsteaters uppsättning av Påklädaren 2011

Påklädaren (originaltitel: The Dresser) är en pjäs av Ronald Harwood om en åldrad skådespelare, Sir John, och hans påklädare, Norman. Pjäsen hade sin urpremiär i London 1980 med Freddie Jones som Sir John och Tom Courtney som Norman. Courtney repriserade sin roll dels på Broadway (1981), dels i filmatiseringen av pjäsen (1983). I filmversionen gör Albert Finney rollen som Sir John.
Påklädaren utspelas med andra världskriget som fond. Året är 1942 och en mindre landsortsteater gästas av Sir Johns resande teatersällskap som förbereder kvällens föreställning av Shakespeares Kung Lear. Sir John drabbas plötsligt av ett totalt sammanbrott. Påklädaren Norman sliter hårt för att mot alla odds ändå få honom att spela föreställningen.
I Sverige har Påklädaren spelats på Stockholms stadsteater (2005) i regi av Rickard Günther och Göteborgs stadsteater (2011) i regi av Eva Bergman. I båda uppsättningarna gjorde Sven Wollter rollen som Sir John. I Stockholm spelades Norman av Johan Rabaeus, i Göteborg av Tomas von Brömssen. Eva Dahlman (skådespelare) tillägnade sin uppsättning Göthe Ericsson som avlidit under 2011 och som under många år var Karl Gerhards assistent och allt-i-allo.
2001 repeterades en uppsättning av Påklädaren på Dramaten i regi av Thorsten Flinck. Keve Hjelm skulle gjort rollen som Sir John, men insjuknade. Premiären sköts upp ett par gånger och till sist lades uppsättning ned. En redovisningsföreställning gjordes där regiassistenten Hannes Meidal läste rollen som Sir John. Norman spelades av Jan Malmsjö.
Den svenska översättning av Påklädaren är gjord av Hans Alfredson.